# فرانشيشك بايبر
فرانشيشك بايبر (بالبولندية: Franciszek Piper)‏ هو مؤرخ بولندي، ولد في 1941 في وارسو في بولندا.

## وصلات خارجية
- الموقع الرسمي